# Dobóca megállóhely
Dobóca megállóhely Dobócán, a Rimaszombati járásban van, melyet a Železničná spoločnosť Slovensko a.s. üzemeltetett 2012. december 9-éig, amikor megszűnt a regionális közlekedés a vonalon.

## Vasútvonalak
Az állomást az alábbi vasútvonalak érintik:
- Zólyom–Kassa-vasútvonal

## Kapcsolódó állomások
A vasútállomáshoz az alábbi állomások vannak a legközelebb:
- Feled vasútállomás
- Kacagópuszta megállóhely

## Története
A felvételi épületet elbontották, helyére egy lemez bódé került. 2012. december 9-től Feled és Torna között megszűnt a regionális forgalom, csak gyorsvonatok közlekednek.